# 虞宏正
虞宏正（1897年10月5日—1966年11月11日），男，福州闽侯人，中国土壤化学和物理化学家，中国科学院院士。

## 家庭
侄子虞福春。